# La Cumbre
La Cumbre je štítová sopka nacházející se na ostrově Fernandina, patřícího do ekvádorského souostroví Galapágy ve východní části Tichého oceánu. Ze všech místních vulkánů je nejmladší a také nejaktivnější. Její nadmořská výška činí 1476 m a společně s celým souostrovím Galapág je od roku 1978 zapsaná na Seznamu světového dědictví UNESCO. Hustota zalidnění v okolí sopky a prakticky i na celém ostrově je nízká, přičemž erupce v roce 1981 neměla kvůli této skutečnosti žádného očitého svědka.

## Popis

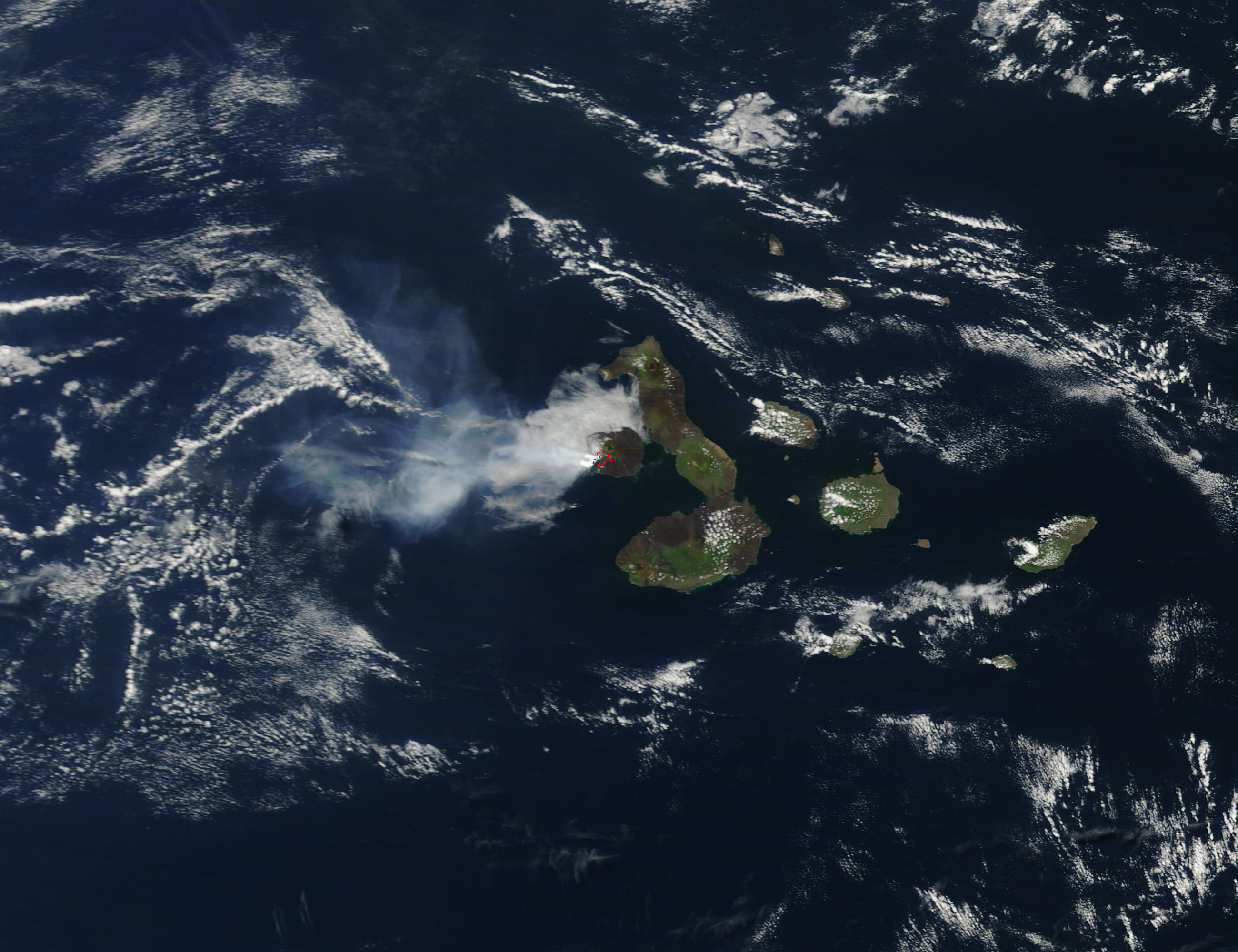
Satelitní snímek erupce v roce 2009.

U čedičové štítové sopky La Cumbre je na první pohled patrná velká a hluboká kaldera s rozměry 5×6,5 km. Mírný eliptický tvar je protažen severozápadním a jihovýchodním směrem. Celá struktura byla formována několika sesuvy. Lemují ji trhliny, kudy při erupcích může prudit magma na zemský povrch, čímž přispívají k růstu sopky.
Roku 1968 došlo k značnému poklesu (350 m) dna kráteru při silné explozivní erupci. Následná aktivita generovala lávové proudy uvnitř kaldery. O 20 později se její východní část zhroutila. Objem přemístěné hmoty vědci odhadují na 1 km³. Suť této události pokryla velkou část dna, včetně kráterového jezera. V roce 1995 sopka opět tvořila lávové proudy, ty však dosáhly až k severozápadnímu pobřeží.
La Cumbre začala znovu vybuchovat v dubnu 2009. Existovaly obavy, že tekoucí láva by mohla narušit a zničit jedinečnou faunu a flóru, neboť lávové proudy pokryly většinu ostrova. Další sopečná činnost se objevila 16. června 2018, jíž předcházelo období intenzivní seismické aktivity. Na severním až severovýchodním svahu sopky se vytvořila trhlina. Lávové fontány daly do pohybu proud lávy, který dosáhl oceánu. Oblaka z erupce dosáhly výšky 2–3 km, nicméně neměly žádný negativní vliv, neboť koncentrace sopečného popela byla nízká.
Poslední erupce (síla VEI 0) La Cumbre se objevila 12. ledna 2020.